# Hylaeus ikedai
Hylaeus ikedai là một loài Hymenoptera trong họ Colletidae. Loài này được Yasumatsu mô tả khoa học năm 1936.